# Mordellistena gigas
Mordellistena gigas es una especie de coleóptero de la familia Mordellidae.

## Distribución geográfica
Habita en  Estados Unidos y Quebec.